# Lukàs Papadimos
Lukàs Papadimos o Lucas Papademos (en grec, Λουκάς Παπαδήμος; Atenes, 11 d'octubre del 1947) és un economista grec, que fou Primer Ministre de Grècia del govern provisional interí entre 2011 i 2012. Papadimos, estretament vinculat a Goldman Sachs, va ser Governador del Banc de Grècia des del 1994 fins al 2002, moment que va ocupar el càrrec de vicepresident del Banc Central Europeu (BCE) fins al 2010. Actualment (2011) està impartint classes com a professor visitant de política pública a la John F. Kennedy School of Government de la Universitat Harvard.

## Trajectòria professional
Papadimos va assistir a les classes del Massachusetts Institute of Technology on va obtenir el 1970 la llicenciatura en física, un màster en enginyeria elèctrica el 1972, i el doctorat en economia el 1978. Fou professor d'economia a la Universitat de Colúmbia des de 1975 fins al 1984 i, després, a la Universitat d'Atenes des de 1988 al 1993.
El 1980 va exercir d'Economista Superior al Federal Reserve Bank of Boston. Es va incorporar al Banc de Grècia el 1985 com a economista en cap, arribant a Sotsgovernador el 1993 i a Governador el següent any. Durant el temps com a governador del banc central grec, Papadimos va supervisar la transició de la dracma a l'euro com a moneda nacional. Des de 1998 és membre de l'organització internacional privada fundada Comissió Trilateral.
El 2002 Papadimos va deixar el Banc de Grècia per ser vicepresident del BCE fins al 2010, on va ser la mà dreta de Wim Duisenberg i, posteriorment, Jean-Claude Trichet. El 2010 deixà el càrrec per ser assessor del Primer Ministre de Grècia Georgios Andreas Papandreu.
És membre de l'Acadèmia d'Atenes. Ha publicat nombrosos articles en els camps de la teoria macroeconòmica, l'estructura i funcionament dels mercats financers, l'anàlisi monetari i la política, així com en temes relacionats amb l'exercici econòmic, l'estabilitat financera i la política econòmica a la Unió Europea (UE).

## Primer Ministre de Grècia
A partir de l'11 de novembre de 2011 Papadimos va succeir Georgios Andreas Papandreu com a Primer Ministre per liderar un govern d'unitat nacional. Aquest nou govern tingué el repte de treure Grècia de la crisi política en què estava immersa després de la crisi de deute, convocar eleccions anticipades el primer trimestre de 2012 i tirar endavant el segon rescat financer del país hel·lènic proposat per la UE, el Fons Monetari Internacional i el BCE a canvi d'aplicar les mesures d'austeritat imposades per aquests organismes.
El govern de Papadimos va estar format majoritàriament per membres del partit Moviment Socialista Panhel·lènic (PASOK) i el conservador partit Nova Democràcia (Nova Democràcia). Per primer cop des de la Dictadura dels Coronels (1967-1974), entrà al govern de Grècia un ministre de tendència ultradretana, en aquest cas del partit Reagrupament Popular Ortodox. Els altres dos partits parlamentaris, el Partit Comunista i la Coalició de l'Esquerra Radical, van rebutjar la invitació de l'anterior Primer Ministre Papandreu d'unir-se a les converses sobre el nou govern d'unitat. Evànguelos Venizelos, Ministre de Finances de l'anterior govern, va continuar ocupant el càrrec.

## Vida personal
Els seus pares provenen de la vila de Desfina, al sud de Fòcida. Està casat amb Shanna Ingram, d'origen neerlandès.
El 25 de maig del 2017, Lukás i el seu conductor resultaren ferits a causa d'un atemptat produït al seu cotxe quan es trobava al centre d'Atenes.